# 吳景 (永樂進士)
吳景，字景如，江西饒州府樂平縣長州鄉吳溪人，明朝政治人物、進士出身。

## 生平
永樂二年（1404年），登進士，初任國子監助教，后貶浙江龍游縣丞。